# Surveyor 6
Il Surveyor 6 fu il sesto lander lunare lanciato dagli USA verso la Luna. Il suo scopo era raccogliere informazioni ambientali necessarie per le future missioni Apollo.

## La missione

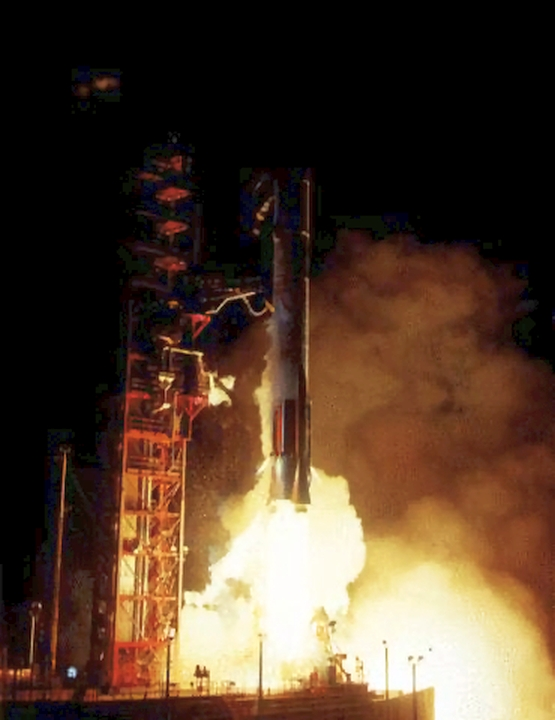
Lancio del Surveyor 6

Il Surveyor 6 fu lanciato il 7 novembre del 1967 alle 07:39:00 UTC tramite il razzo vettore Atlas-Centaur e venne immesso direttamente in una traiettoria di impatto con la Luna. Il volo si svolse con regolarità e il lander allunò il 10 novembre alle 01:01:06 UTC, coordinate 0,49° nord - 1,40° ovest, praticamente il centro dell'emisfero visibile della Luna.
Gli obiettivi della missione erano: ottenere immagini televisive del sito di atterraggio, condurre un test di erosione sul motore Vernier, determinare la quantità relativa di elementi chimici nel suolo lunare e raccogliere dati sulla temperatura ambientale. Tutti i test scientifici furono condotti alla perfezione e in più, il 17 novembre, la sonda effettuò un salto alto 4 metri, utilizzando una riaccensione del razzo frenante per 2,5 secondi, e si spostò di circa 2,5 metri dal suo sito originale di atterraggio.
Le trasmissioni continuarono fino al 24 novembre 1967, quando la sonda fu spenta per due settimane a causa della notte lunare. Fu riaccesa il 14 dicembre 1967 ma non si ottennero altre informazioni importanti.

## Strumenti scientifici

### Telecamera

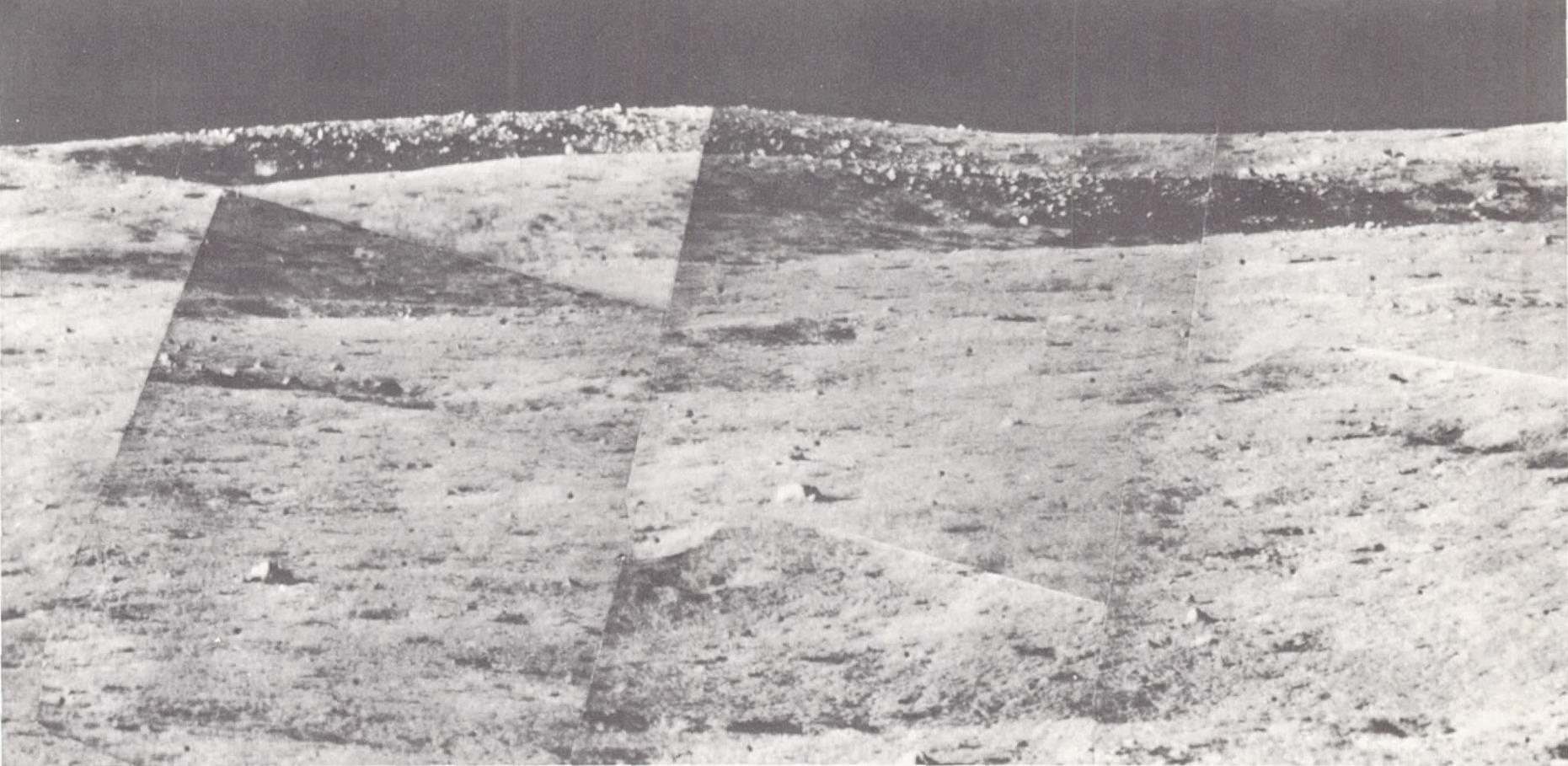
Panorama del sito d'atterraggio.

La telecamera, uguale a quella montata nel Surveyor 3, consisteva in un tubo vidicon di 25 e 100 mm di focale montata fissa con un'inclinazione di 16 gradi. Uno specchio, montato vicino all'obiettivo, poteva essere mosso in modo da riprendere la zona d'atterraggio. I comandi venivano inviati dal centro di controllo. Le immagini potevano avere 200 o 600 linee di definizione; le prime furono inviate tramite l'antenna omnidirezionale, mentre le seconde tramite l'antenna direzionata verso la Terra. Il segnale video usato per l'invio a terra era quello utilizzato normalmente dai circuiti televisivi pubblici, non criptato. Furono trasmesse in totale 29.914 immagini, tutte registrate su nastro magnetico a terra.

### Rilevatore di elementi chimici
Fu costruito per rilevare direttamente dalla Luna l'abbondanza dei principali elementi nel suolo lunare. Era composto da sei emettitori di radiazioni alfa (curio 242) collimati che irradiavano un'apertura di 100mm sul fondo dello strumento ove venivano posti i campioni di suolo da analizzare. Due sensori rilevavano lo spettro delle emissioni del campione, mentre quattro altri sensori catturavano i protoni generati dall'interazione della radiazioni con il terreno. I dati raccolti venivano continuamente trasmessi a Terra e dimostrarono che tutti i maggiori elementi erano presenti, tranne idrogeno, elio e litio. Un sensore di protoni venne disattivato il secondo giorno a causa di disturbi nel funzionamento. Lo strumento funzionò per 43 ore tra l'11 novembre e il 24 novembre 1967, ma dopo il "salto" della sonda, il rilevatore si capovolse e non fu più possibile usarlo per i test sul suolo, in compenso fu utilizzato per rilevare i protoni solari e i raggi cosmici. Durante il suo normale funzionamento i dati spediti sulla Terra erano esenti da disturbi.